# Biagio delle Castellare
Il Biagio delle Castellare (in dialetto tesino Biasgio o Biargio) è un'antica tradizione carnevalesca, festeggiata in Tesino (Provincia di Trento) da oltre 600 anni, che commemora umoristicamente la rivolta dei tesini scoppiata nel 1365 contro il dispotico conte Biagio.
Vietata dal regime fascista e contrastata senza successo dalla Chiesa per la sua peculiare concomitanza col Mercoledì delle Ceneri, questa festa popolare di libertà, con la sua emozionante ricerca, cattura e processo del tiranno, viene oggi allestita in grande stile ogni cinque anni e costituisce in Trentino un spettacolo unico nel suo genere che, secondo l'antropologo Giovanni Kezich, "esprime con chiarezza esemplare alcuni dei valori originari più significativi del carnevale europeo".

## Storia
Nel 1356 la nobile famiglia padovana dei Carraresi, minacciata dalle incursioni in Valsugana di Siccone da Caldonazzo (alleato di Carlo IV di Lussemburgo), diede l’ordine al condottiero Biagio di difendere i territori carraresi valsuganotti. Il capitano si recò in Tesino in cerca di uomini, cavalli e viveri, ma i tesini, temendo pesanti conseguenze, gli negarono ogni aiuto e così Biagio dovette affrontare Siccone con rinforzi venuti da Padova e nell’estate di quell’anno venne sconfitto a Selva di Levico. Nonostante la disfatta e la cessione ai duchi d’Austria dei castelli e feudi di Pergine Valsugana e Selva di Levico, Francesco da Carrara affidò i territori di Grigno e Tesino a Biagio che divenne signore assoluto e per nove lunghi anni sottopose il Tesino ed i suoi abitanti a inimmaginabili violenze, saccheggi, incendi, omicidi, devastazioni e stupri per il loro mancato aiuto.

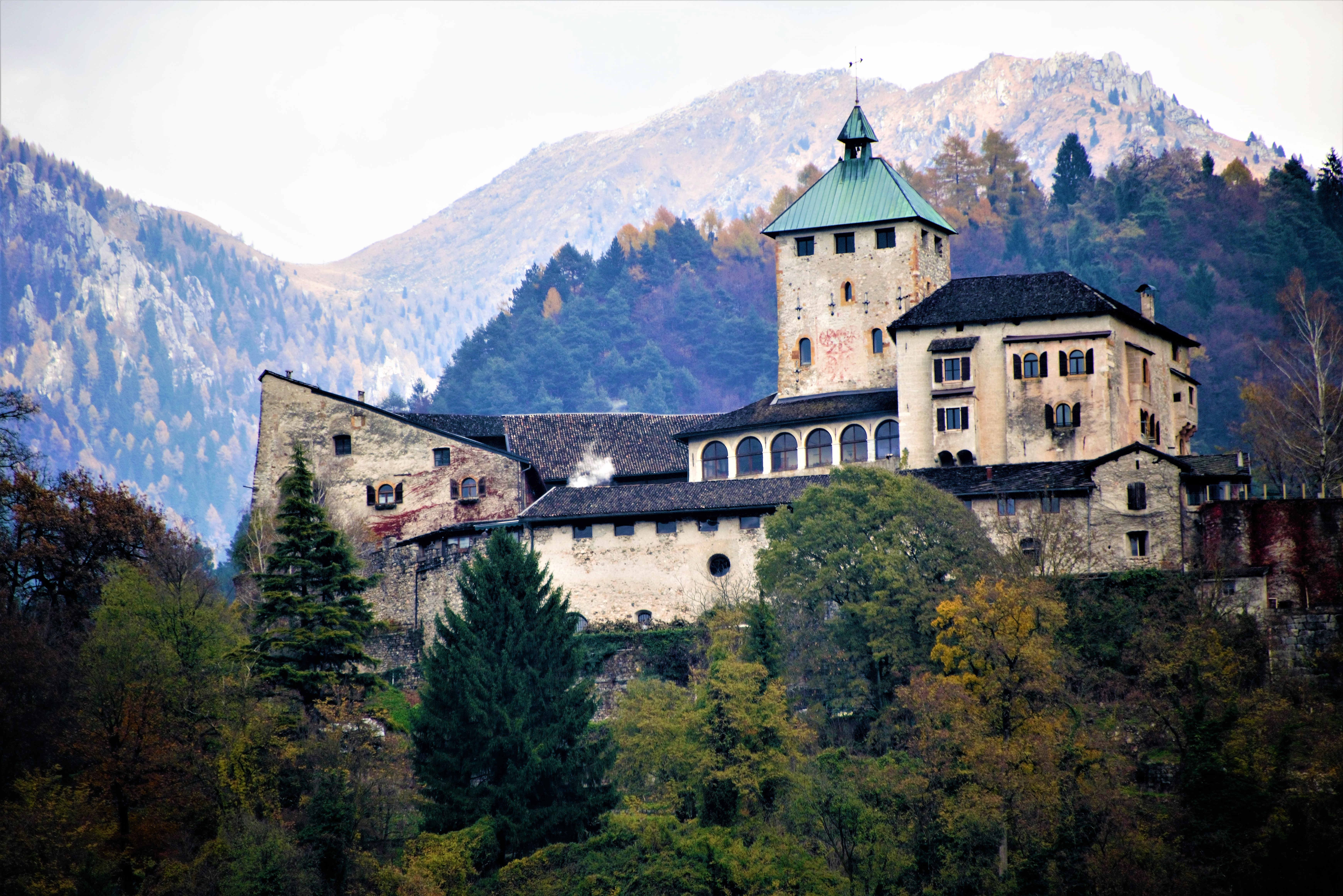
Il castello di Ivano Fracena, in cui Biagio nel 1365 si rifugiò e venne catturato

Quando tuttavia il duca d’Austria Rodolfo IV dichiarò guerra ai Carraresi, Biagio tradì gli aristocratici padovani e si alleò con gli austriaci da lui considerati più forti. I tesini, intravista l’opportunità di insorgere contro il tiranno, si unirono all’esercito carrarese in cerca del traditore e assaltarono il suo fortilizio (detto delle Castellare) di Grigno, ma non vi trovarono nessuno e scoprirono che egli si era rifugiato con la sua famiglia nel castello di Ivano Fracena. Dopo alcuni giorni di battaglia, essi riuscirono ad espugnare anche questo castello e Biagio venne catturato. Secondo Ia tradizione i tesini chiesero con insistenza a Francesco da Carrara la consegna di Biagio, ma il carrarese non acconsentì e così gli abitanti del Tesino decisero di sfogare la propria rabbia condannando a morte Biagio in contumacia e impiccando un fantoccio di paglia con le sue sembianze.

## Tradizione
Il Biagio delle Castellare si divide in tre fasi:
la ricerca del Biagio: durante il carnevale gli uomini della “Pulizia” segreta (parodia degli agenti segreti) perlustrano la Valsugana in cerca del tiranno e la mattina del Martedì grasso un gruppo di popolani si dirige da Castello Tesino a Grigno;
la cattura del Biagio: da Grigno il corteo prosegue in direzione di Strigno e si ferma nel castello di Ivano Fracena, dove il Biagio viene catturato e, assieme al corteo, tradotto nelle carceri di Castello Tesino;

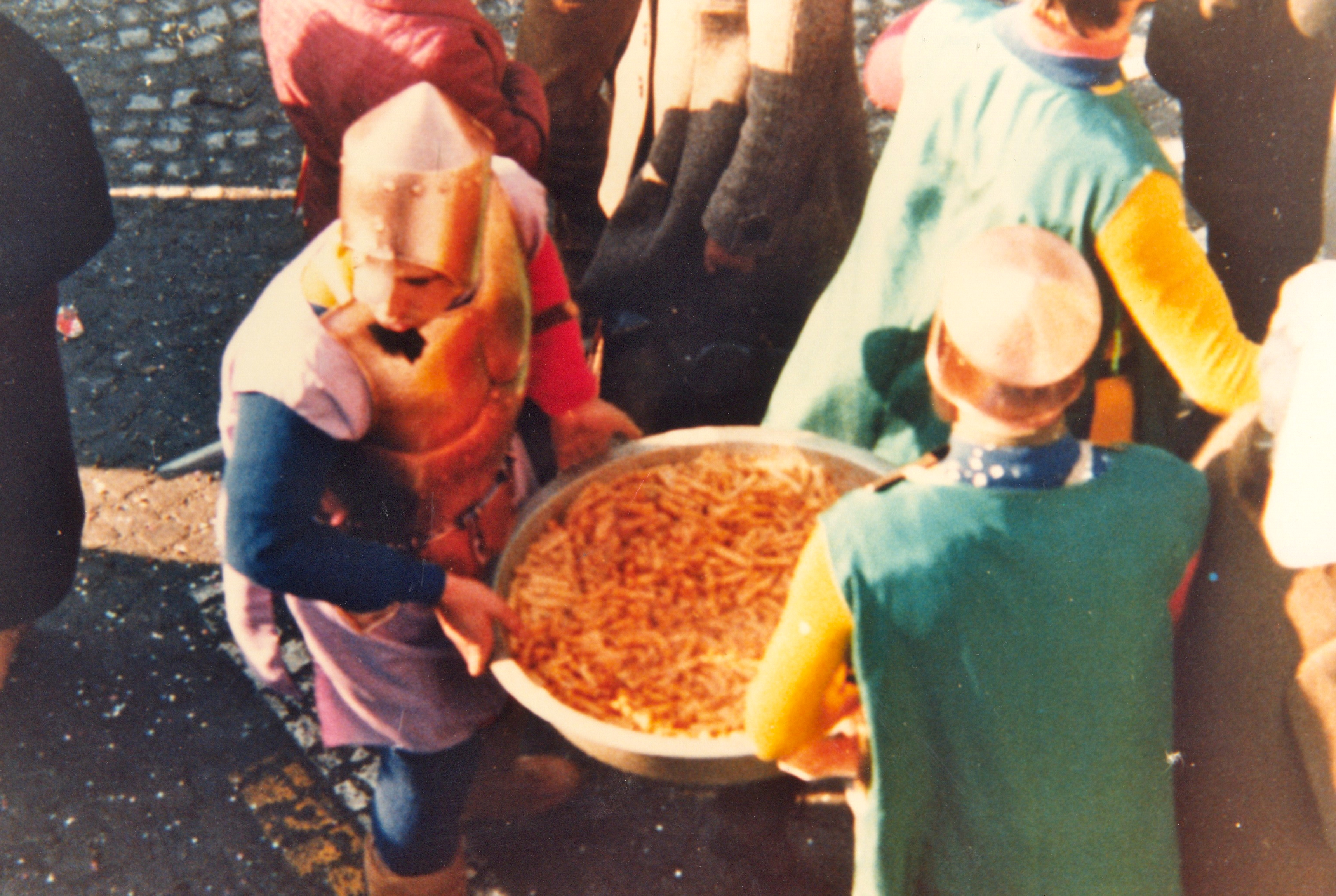
La pasta con le sardine (Biagio 1980)

il processo del Biagio: la mattina del Mercoledì delle Ceneri, dopo la grande sfilata da Castello a Pieve guidata dai Diritti antichissimi (tre uomini alti e austeri con lunghi cilindri che simboleggiano l’autonomia e le libertà acquisite nei secoli dai tesini) inizia il processo al tiranno nel Tribunale Speciale di Pieve Tesino, ma esso viene rinviato alla Suprema Corte di Castello Tesino per la mancanza di un testimone della difesa e il corteo torna a Castello. Il processo a Castello Tesino, apice della manifestazione, viene celebrato in Piazza San Giorgio verso mezzogiorno ed è caratterizzato dall’accesa partecipazione del pubblico che non smette di inveire contro il tiranno e dalla comicità dei tre classici testimoni (Jijo Mescola, Toni Renga e Nane Narò) che attribuiscono al conte la colpa o il merito dei loro destini grotteschi. Condannato a morte dalla Corte Suprema, il conte tenta in extremis di scappare, ma viene catturato (escamotage usato per sostituire l’attore con un pupazzo) e, dopo esser stato maledetto persino dal frate, viene impiccato. Constatata la morte, il corpo del tiranno viene trasportato a Palazzo Gallo, la banda suona una marcia funebre (solitamente L'é morto el biscaro) e il giudice supremo grida: “Giustizia è fatta, il Biagio è morto, viva il Biagio, si butti la pasta”. La festa continua tutto il pomeriggio con la distribuzione della pasta cole sardele (rigorosamente sardine e non ragù per via della Quaresima), balli del gruppo folk e musica.

## Curiosità
Il Premio Nobel per la letteratura Dario Fo, nel suo Manuale minimo dell'attore, come esempio di rappresentazione popolare trentina cita il Biagio delle Castellare.